# Hermann Friedrich Bonorden
Hermann Friedrich Bonorden (ur. 28 sierpnia 1801, zm. 19 maja 1884) – niemiecki lekarz i mykolog.
Podczas swojej kariery zawodowej pracował jako pułkowy lekarz w Kolonii.
Bonorden był autorem nazw licznych taksonów grzybów. Do ich nazw naukowych dodawany jest cytat Bonord. Od jego nazwiska pochodzą nazwy niektórych rodzajów grzybów, np. Bonordenia Schulzer, Bonordeniella Penz. & Sacc.

## Publikacje
- Bonorden, H.F. (1864), Abhandlungen aus dem Gebiete der Mykologie 1: viii, 168 pp., 2 tabs. Germany, Halle
- Bonorden, H.F. (1853), Beiträge zur Mykologie. Botanische Zeitung 11: 281-296
- Bonorden, H.F. (1857), Die Gattungen Bovista, Lycoperdon und ihr Bau [cont.]. Botanische Zeitung 15: 609-[611]
- Bonorden, H.F. (1851), Handbuch der Allgemeinen Mykologie als Anleitung zum Studium Derselben, Nebst Speciellen Beiträgen zur Vervollkommnung dieses Zweiges der Naturkunde. i-xii, 1-336. Stuttgart; E. Schweizerbart’sche Verlagshandlung un Druckerei[3].